# Predlitz-Turrach
Predlitz-Turrach is een voormalige gemeente in de Oostenrijkse deelstaat Stiermarken.
De gemeente Predlitz-Turrach maakte deel uit van het district Murau en telde op 31 oktober 2013 810 inwoners. In 2015 fuseerde ze met Stadl an der Mur, waarbij de gemeente Stadtl-Predlitz tot stand kwam. Predlitz en Turrach zijn thans ortschaften van die fusiegemeente.
Stadsgemeenten:
Murau ·
Oberwölz

Marktgemeenten:
Mühlen ·
Neumarkt in der Steiermark ·
Sankt Lambrecht ·
Sankt Peter am Kammersberg
Scheifling ·

Overige gemeenten:
Krakau ·
Niederwölz ·
Ranten ·
Sankt Georgen am Kreischberg ·
Schöder ·
Stadl-Predlitz ·
Teufenbach-Katsch
- Gemeinsame Normdatei: 4997493-2
- Virtual International Authority File: 239673531